# Klaus-Jürgen Jeziorsky
Klaus-Jürgen Jeziorsky (* 2. Januar 1951 in Beendorf, auch Klaus Jeziorsky) ist ein deutscher Politiker (CDU). Er war von 1990 bis 2002 Abgeordneter im Landtag von Sachsen-Anhalt und von 2002 bis 2006 Innenminister von Sachsen-Anhalt im Kabinett Böhmer I.

## Biografie
Klaus Jeziorsky legte das Abitur ab und arbeitete als Elektro-Monteur. Ab 1974 nahm er berufsbegleitend ein Studium der Elektrotechnik auf, das er als Diplom-Ingenieur abschloss. Nach der Armeezeit machte er eine Ausbildung zum Finanzkaufmann und arbeitete in der Industrie- und Handelsbank Haldensleben. Ab 1974 war er in der Energieversorgung Schönebeck tätig.
Klaus Jeziorsky, der evangelischer Konfession ist, ist verheiratet und hat zwei Kinder.

## Politik
Klaus Jeziorsky trat nach der Wende Februar 1990 in die CDU ein. Bei der Kommunalwahl 1990 wurde er Mitglied des Kreistages Schönebeck und Landrat im Landkreis Schönebeck. Er wurde 1990 im Landtagswahlkreis Schönebeck I (WK 19) direkt in den Landtag von Sachsen-Anhalt gewählt, dem er bis 2002 angehörte. Dort war er Vorsitzender des Innenausschusses. Mit der Bildung der schwarz-gelben Koalition übernahm er das Innenministerium, das er von 2002 bis 2006 leitete.